# Grand Hotel (film 1959)
Grand Hotel (Menschen im Hotel) è un film del 1959 diretto da Gottfried Reinhardt.
È il remake di Grand Hotel (1932)

## Trama
Due giorni all'interno di un hotel di lusso berlinese. La famosa ballerina Grusinskaya tenta il suicidio ma viene salvata dal barone von Geigern e presto si innamora di lui. L'uomo però è in rovina economica e sopravvive con piccoli furti. Anche Fiammetta, giovane stenodattilografa dell'hotel, è affascinata dal barone, ma nel contempo deve difendersi dalla corte insistente del ricco industriale von Preysing, che vorrebbe farne la sua amante. L'industriale sta per incontrare un gruppo di finanzieri, ma viene raggiunto da un contabile del suo ufficio che ha scoperto che le cifre del bilancio della sua azienda sono state truccate. Sarebbe suo dovere denunciare l'imbroglio ma, al momento di parlare, l'emozione gli provoca un malore. In seguito però si confida con il barone, che ne approfitta per ricattare von Preysing: in cambio del suo silenzio pretende una forte somma che gli permetterà di vivere a proprio agio al fianco della ballerina. Von Preysing, sorpreso dal barone mentre tenta di sedurre la giovane impiegata, in un momento di collera uccide il ricattatore. Il contabile chiama la polizia e, con uno stratagemma, fa credere alla ballerina che il barone la attende alla stazione. Fiammetta, colpita dalla nobiltà d'animo del modesto contabile, se ne innamora ed è lieta di unirsi a lui per la vita.

## Censura
Grand Hotel fu revisionato dalla Commissione per la revisione cinematografica del Ministero per i beni e le attività culturali disponendo che venisse eliminata la scena in cui Fiammetta si spoglia nel bagno, fino al momento in cui appare con l'accappatoio.